# لرنامردز
لرنامردز (بالإنجليزية: Lernamerdz)‏ هي municipality of Armenia تقع في أرمينيا في محافظة آرماوير. يقدر عدد سكانها بـ 405 نسمة .